# Будимир, Марио
Марио Будимир (хорв. Mario Budimir; 12 февраля 1986 года, Синь) — хорватский футболист, нападающий.

## Карьера
Марио Будимир начинал свою карьеру футболиста в сплитском «Хайдуке». В конце января 2005 года он был отдан в аренду «Ускоку». 20 августа того же года Будимир дебютировал в Первой лиге, выйдя на замену в гостевом матче с «Пулой». Но в конце того же месяца нападающий был отдан в аренду «Мосору». Первую половину 2006 года Будимир провёл на правах аренды за «Солин», а вторую половину — за «Шибеник». 23 сентября 2006 года форвард забил свой первый гол в рамках хорватской Первой лиги, ставший единственным и победным в домашнем матче с «Загребом».
В январе 2007 года Марио Будимир перешёл в греческий «Эрготелис». Летом 2012 года он стал футболистом кипрской команды АПОЭЛ. Вторую половину сезона 2013/14 хорват провёл за греческий «Панетоликос». Потом он играл в кипрском «Эносисе».
В конце августа 2017 года Будимир перешёл в хорватский «Рудеш». В сезоне 2017/18 он забил 13 голов в рамках Первой лиги. В мае 2018 года нападающий заключил однолетний контракт с загребским «Динамо».

## Достижения
АПОЭЛ
- Чемпион Кипра: 2012/13
- Обладатель Суперкубка Кипра: 2013

«Эносис»
- Победитель Второго дивизиона Кипра: 2014/15